# Voleur dans la loi
Voleur dans la loi (en russe : вор в законе, vor v zakone, en géorgien : კანონიერი ქურდი, kanonieri qurdi) est le titre attribué à un petit nombre de criminels formant l'« élite » de la mafia des pays de l'ex-URSS et jouissant d'une autorité reconnue dans le milieu.

## Histoire
Apparu dans les années 1930, il s'agit d'une caste de truands issus de certains « métiers » (cambrioleurs, voleurs de magasin, de gare, perceurs de coffres). Une particularité des voleurs dans la loi est leur désengagement politique et leur auto-perception de gardiens des traditions du milieu d'avant la révolution.
Ces traditions (la « loi ») doivent être strictement respectées et incluent le rejet catégorique de toute forme de coopération avec les autorités ainsi que des normes de la société. Lors de la Seconde Guerre mondiale, ce dogme est mis à l'épreuve quand les criminels se voient proposer de servir dans l'armée rouge pour une réduction de peine éventuelle, ce qui mène à la guerre des Sukas de l'après-guerre.

## En France
Un groupe criminel originaire des pays de l'ex-URSS comme la Géorgie ou l'Arménie appartenant au Vory v Zakone est découvert en France, spécialisé dans le racket, le vol à l'étalage et le trafic de cigarettes de contrebande.
Quatre membres sont jugés en 2023 à la suite d'une vaste enquête pour trafic de tabac et des cambriolages,.

## Organisation
Les voleurs dans la loi n'ont pas de structure permanente. Les réunions (сходка, skhodka), auxquelles les voleurs participent en théorie sur un pied d'égalité, servent à régler les conflits entre les différents groupes criminels et peuvent retirer le titre de voleur dans la loi à un criminel ayant gravement contrevenu à la « loi ».

## Signes distinctifs
Ce milieu a pour particularité d'user des tatouages comme moyen de reconnaissance. À travers un langage codé et des significations cachées, ces derniers retracent la vie et le parcours du mafieux qui les porte.

## Personnalités notables
- Aslan Usoyan
- Tariel Oniani
- Djaba Iosseliani
- Henrikas Daktaras
- Zakhari Kalachov (en)
- Ruben Tatulyan